# Faryab (provins)
Faryab-provinsen er en af Afghanistans 34 provinser. Den ligger i den nordlige del af landet. Administrationscenteret er Meymaneh.
Faryab-provinsen er, som de fleste provinserne i Nord-Afghanistan, ikke domineret af stammefolket pashtunerne, men derimod af usbekere (53,5 %) og tajikere (27 %). Men der findes lommer beboet af pashtunere (i alt 13 %), hovedsagelig koncentreret i det urolige nælte nord og nordvest for Meymaneh.